# Coopération Mékong-Gange
 (janvier 2018).
Si vous disposez d'ouvrages ou d'articles de référence ou si vous connaissez des sites web de qualité traitant du thème abordé ici, merci de compléter l'article en donnant les références utiles à sa vérifiabilité et en les liant à la section « Notes et références ».
La Coopération Mékong-Gange (CMG ou, en anglais, MGC) a été créée le 10 novembre 2000, à Vientiane lors de la première conférence ministérielle de la CMG. Elle est composée de six pays, à savoir l'Inde, la Thaïlande, le Myanmar, le Cambodge, le Laos et le Vietnam. Ses quatre domaines de coopération sont le tourisme, la culture, l'éducation et les transports. L'organisation tire son nom du Gange et du Mékong, les deux grands fleuves de la région.

## Conférences ministérielles annuelles
Le mécanisme de travail pour la CMG est basé sur la conférence ministérielle annuelle (dos à dos avec de la réunion ministérielle de l'ANASE), sur la réunion des hauts fonctionnaires, et sur les cinq groupes de travail, à savoir :
- le groupe de travail du tourisme (dirigé par la Thaïlande) ;
- le groupe de travail de l'éducation (DRH) (dirigé par l'Inde) ;
- le groupe de travail de la culture (dirigé par le Cambodge) ;
- le groupe de travail de la communication et du transport (dirigé par le Laos) ;
- le groupe de travail du plan d'actions (dirigé par le Vietnam).

### Deuxième conférence ministérielle de la CMG
Lors de la deuxième conférence ministérielle de la CMG tenue à Hanoï, le 28 juillet 2001, les pays membres ont adopté, le programme d'action de Hanoï, affirmant ainsi leur engagement à coopérer dans quatre domaines. Le programme d'action de Hanoï se base sur une période de 6 ans, de 2001 à 2007, et l'état d'avancement de sa mise en œuvre doit être réexaminé tous les deux ans.

### Troisième conférence ministérielle de la CMG
Lors de la troisième conférence ministérielle de la CMG tenue à Phnom Penh le 20 juin 2003, les pays membres ont adopté la feuille de route de Phnom Penh, un plan visant à accélérer la mise en œuvre de tous les projets et activités de la CMG. 

### Quatrième conférence ministérielle de la CMG
La quatrième conférence ministérielle de la CMG s'est tenue le 12 janvier 2007 à Cebu. La Thaïlande a alors cédé la présidence de la CMG à l'Inde. Il n'y a aucune conférence ministérielle de 2002 et 2004 en raison des réunions de l'ANASE tenues respectivement à Brunei et en Indonésie.

### Cinquième conférence ministérielle de la CMG
La cinquième conférence de la CMG a été tenue le 1er août 2007 à Manille.

### Sixième conférence ministérielle de la CMG
La sixième conférence ministérielle de la CMG s'est tenue à New Delhi, les 3 et 4 septembre 2012. La réunion des hauts fonctionnaires s'est tenue le 3 septembre tandis que la rencontre des ministres des Affaires étrangères de répondre a eu lieu le 4 septembre 2012. C'est la première fois que la conférence de la CMG a été organisée par l'Inde. Le pays avait auparavant présidé la cinquième conférence ministérielle de la CMG.

### Septième conférence ministérielle de la CMG
La septième conférence ministérielle de la CMG a eu lieu le 24 juillet 2016 à Vientiane et fut présidée par Saleumxay Kommasith, ministre des Affaires étrangères de la république démocratique populaire du Laos.
Les ministres ont souligné que la collaboration prévue par la CMG doit contribuer à la mise en œuvre de la vision communautaire de l'ANASE pour 2025. 